# Hundred
Pour les articles homonymes, voir Hundred (homonymie).
Un hundred est une subdivision géographique en usage en Angleterre, au Danemark et en Australie-Méridionale, ainsi que dans différentes régions des États-Unis, d'Allemagne (Schleswig-Holstein, alors possession danoise, sous le nom de Harde), de la Suède, de la Norvège, et de la Finlande actuelle.

## Autres termes équivalents
Sont utilisés :
- wapentake, (terme venant du vieux norrois : vápnatak, désignait, pour les membres d'une assemblée, le fait d'empoigner et de brandir une arme en signe d’approbation d'une décision),
- cantref, en gallois (de cant, « cent », et trev, « village »),
- herred, en danois et norvégien,
- härad en suédois,
- kihlakunta en finnois.

## Origine
Le nom proviendrait du nombre one hundred (en français, « cent »), si c'était bien le cas, on pourrait penser qu'il y aurait un rapport soit avec la centurie, division administrative en usage dans l'Empire romain, soit avec un territoire où l'on pouvait lever 100 hommes d'armes, soit enfin avec un territoire qui pouvait nourrir 100 familles. Le doute subsiste car en danois 100 (nombre) (hundred) et herred (division administrative) sont deux termes distincts.
Il s'agit d'un système traditionnel propre aux Germains et qui aurait été décrit par Tacite, les centeni. Des systèmes comparables auraient été utilisés autrefois en Chine ou au Japon.

## Angleterre

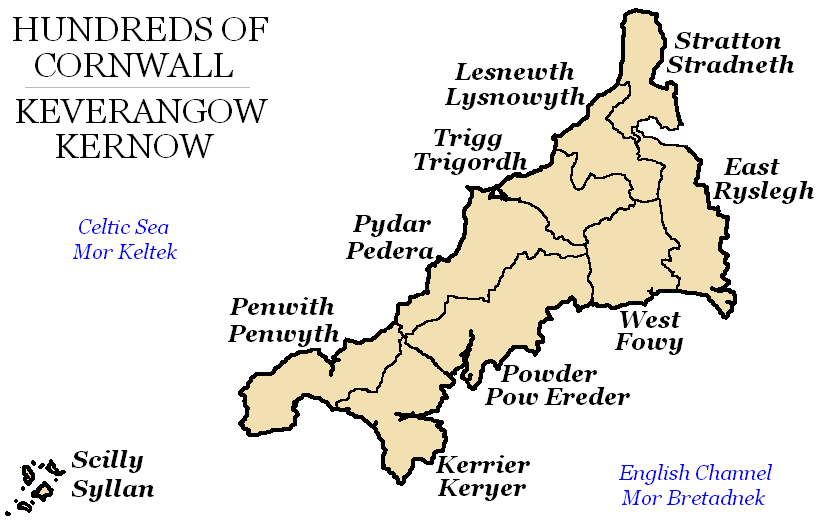
Les hundreds de Cornouailles au début du XIXe siècle.

En Angleterre, un hundred est une unité territoriale, division d'un shire (comté), sous contrôle d'un shire-reeve (mot qui deviendra shérif), qui répond à des besoins d'ordre administratif, militaire, et judiciaire d'après la common law. Les limites d'un hundred ne suivaient pas forcément celles d'une paroisse ou d'un comté, même si elles le faisaient souvent. Un hundred pouvait ainsi être divisé entre deux comtés et une paroisse pouvait être répartie entre plusieurs hundreds. 
À l'origine, quand le terme fut introduit par les Saxons entre 613 et 1017, un hundred avait une taille suffisante pour nourrir environ 100 familles, avec, à leur tête, un hundred-man ou hundred eolder. Celui-ci était chargé de l'administration, de la justice, de la levée de troupes et de leur commandement. La charge n'était pas héréditaire, mais, dès les environs du Xe siècle, elle n'était plus confiée qu'à certaines familles.
Tous les hundreds étaient divisés en tithings qui contenaient dix foyers. Les plus vastes ou les plus peuplés furent scindés en divisions (ou en demi-hundreds, dans le Sussex). 
Plus petite, l'unité de base était le hide, la quantité de terre nécessaire pour assurer la subsistance d'une famille, soit de 6 à 12 ha, selon la qualité et la fertilité de la terre. 
Le système des hundreds n'était pas aussi stable que le système des comtés déjà établi à la même période, et les listes diffèrent fréquemment sur combien de hundreds un comté possède. Le Domesday Book contient une série radicalement différente des hundreds que ce qui sera établi plus tard, dans de nombreuses parties du pays. Le nombre de hundreds dans chaque comté variait largement. Le Leicestershire en avait six (au lieu de quatre dans le Domesday Book), alors que le Devon, presque trois fois plus grand, en avait trente-deux.
Avec le temps, les fonctions principales du hundred devinrent l'administration de la justice et le maintien de la paix. Au XIIe siècle la cour de justice du hundred fut tenue douze fois par année. Sa fréquence fut augmentée plus tard pour se tenir chaque quinze jours, quoiqu'une ordonnance de 1234 ait réduit la fréquence à une fois toutes les trois semaines. Dans quelques hundreds, les cours étaient tenues à un endroit fixé alors que dans quelques autres, les cours se déplaçaient avec chaque session à une localisation différente. Les obligations principales de la cour étaient la maintenance du système de frankpledge.
Là où le hundred était sous la juridiction de la Couronne, le magistrat principal était un shériff. Mais beaucoup des hundreds étaient dans des mains privées, avec le titre du lord du hundred étant attaché au lord principal du manoir de la région, et devenant héréditaire. Là où un hundred était sous un lord, un lieutenant était appointé au lieu d'un shériff.
L'importance des cours du hundred déclina du XVIIe siècle, et la majorité des pouvoirs furent éteints avec l'établissement des cours de comté en 1867.
 (mars 2015).

## Australie
Dans les comtés du sud de l'Australie les titres de propriété mentionnent toujours dans quel hundred est située une parcelle de terre. 
Cela dit, on n'utilise guère ces notions cadastrales quand on parle de district, et les gens ne les connaissent guère. 
Le comté de Cumberland, en Nouvelle-Galles du Sud (Sydney), était aussi divisé en hundreds au XIXe siècle, mais ces divisions y ont été abolies. Un hundred mesure normalement, selon la tradition, 100 milles carrés.